# مت دالاس
متیو جوزف «مَت» دالاس (به انگلیسی: Matthew Joseph "Matt" Dallas) (زاده ۲۱ اکتبر ۱۹۸۲) بازیگر آمریکایی است. او بیشتر برای بازی در نقش شخصیت محوری مجموعه تلویزیونی کایل ایکس‌وای شناخته می‌شود. وی در سال ۲۰۰۹ در نماهنگ فکر کردن به تو کیتی پری نیز در نقش سرباز معشوق پری ظاهر شد. او در فیلم‌های انتقام وایات ارپ و زیبایی و کیف دستی ایفای نقش کرده‌است.
دالاس علناً همجنس‌گراست.